# William Carvalho
William Silva de Carvalho ComM (sinh ngày 7 tháng 4 năm 1992) là một cầu thủ bóng đá chuyên nghiệp người Bồ Đào Nha hiện đang thi đấu ở vị trí tiền vệ phòng ngự cho câu lạc bộ La Liga Real Betis và đội tuyển bóng đá quốc gia Bồ Đào Nha.

## Thống kê sự nghiệp

### Câu lạc bộ
Tính đến ngày 10 tháng 11 năm 2022
| Club                 | Season       | League             | League | League | National Cup | National Cup | League Cup | League Cup | Continental | Continental | Total | Total |
| Club                 | Season       | Division           | Apps   | Goals  | Apps         | Goals        | Apps       | Goals      | Apps        | Goals       | Apps  | Goals |
| -------------------- | ------------ | ------------------ | ------ | ------ | ------------ | ------------ | ---------- | ---------- | ----------- | ----------- | ----- | ----- |
| Sporting CP          | 2010–11      | Primeira Liga      | 1      | 0      | 0            | 0            | 0          | 0          | 0           | 0           | 1     | 0     |
| Sporting CP          | 2013–14      | Primeira Liga      | 29     | 4      | 1            | 0            | 3          | 0          | 0           | 0           | 33    | 4     |
| Sporting CP          | 2014–15      | Primeira Liga      | 30     | 1      | 5            | 0            | 0          | 0          | 7           | 0           | 42    | 1     |
| Sporting CP          | 2015–16      | Primeira Liga      | 27     | 2      | 3            | 1            | 1          | 0          | 5           | 0           | 36    | 3     |
| Sporting CP          | 2016–17      | Primeira Liga      | 32     | 2      | 3            | 0            | 2          | 0          | 6           | 0           | 43    | 2     |
| Sporting CP          | 2017–18      | Primeira Liga      | 24     | 1      | 1            | 0            | 4          | 0          | 9           | 0           | 38    | 1     |
| Sporting CP          | Total        | Total              | 143    | 10     | 13           | 1            | 10         | 0          | 27          | 0           | 193   | 11    |
| Fátima (loan)        | 2011–12      | Segunda Divisão    | 13     | 3      | 0            | 0            | —          | —          | —           | —           | 13    | 3     |
| Cercle Brugge (loan) | 2011–12      | Belgian Pro League | 19     | 0      | 1            | 0            | —          | —          | —           | —           | 20    | 1     |
| Cercle Brugge (loan) | 2012–13      | Belgian Pro League | 28     | 2      | 4            | 0            | —          | —          | —           | —           | 32    | 2     |
| Cercle Brugge (loan) | Total        | Total              | 47     | 3      | 5            | 0            | 0          | 0          | 0           | 0           | 52    | 3     |
| Betis                | 2018–19      | La Liga            | 30     | 0      | 6            | 0            | —          | —          | 7           | 0           | 43    | 0     |
| Betis                | 2019–20      | La Liga            | 13     | 0      | 0            | 0            | —          | —          | —           | —           | 13    | 0     |
| Betis                | 2020–21      | La Liga            | 27     | 2      | 3            | 0            | —          | —          | —           | —           | 30    | 2     |
| Betis                | 2021–22      | La Liga            | 33     | 2      | 8            | 2            | —          | —          | 8           | 0           | 49    | 4     |
| Betis                | 2022–23      | La Liga            | 13     | 2      | 0            | 0            | —          | —          | 4           | 0           | 17    | 2     |
| Betis                | Total        | Total              | 116    | 6      | 17           | 2            | 0          | 0          | 19          | 0           | 152   | 8     |
| Career total         | Career total | Career total       | 319    | 22     | 35           | 3            | 10         | 0          | 46          | 0           | 410   | 25    |

1. ↑  Six appearances in UEFA Champions League, one appearance in UEFA Europa League
2. 1 2 3 4  Appearance(s) in UEFA Europa League
3. ↑  Appearance(s) in UEFA Champions League
4. ↑  Five appearances in UEFA Champions League, four appearances in UEFA Europa League

### Quốc tế
Tính đến ngày 10 tháng 12 năm 2022
| Đội tuyển quốc gia | Năm  | Trận | Bàn |
| ------------------ | ---- | ---- | --- |
| Bồ Đào Nha         | 2013 | 1    | 0   |
| Bồ Đào Nha         | 2014 | 10   | 0   |
| Bồ Đào Nha         | 2015 | 4    | 0   |
| Bồ Đào Nha         | 2016 | 14   | 1   |
| Bồ Đào Nha         | 2017 | 11   | 1   |
| Bồ Đào Nha         | 2018 | 13   | 0   |
| Bồ Đào Nha         | 2019 | 6    | 2   |
| Bồ Đào Nha         | 2020 | 5    | 0   |
| Bồ Đào Nha         | 2021 | 5    | 0   |
| Bồ Đào Nha         | 2022 | 13   | 1   |
| Tổng               | Tổng | 80   | 5   |

Tính đến ngày 5 tháng 6 năm 2022
| # | Ngày                 | Địa điểm                                       | Đối thủ        | Bàn thắng | kết quả | Giải đấu                    |
| - | -------------------- | ---------------------------------------------- | -------------- | --------- | ------- | --------------------------- |
| 1 | 13 tháng 11 năm 2016 | Sân vận động Algarve, Faro/Loulé, Bồ Đào Nha   | Latvia         | 2–1       | 4–1     | Vòng loại World Cup 2022    |
| 2 | 31 tháng 8 năm 2017  | Sân vận động Bessa, Porto, Bồ Đào Nha          | Quần đảo Faroe | 3–1       | 5–1     | Vòng loại World Cup 2022    |
| 3 | 7 tháng 9 năm 2019   | Sân vận động Sao Đỏ, Belgrade, Serbia          | Serbia         | 1–0       | 4–2     | Vòng loại Euro 2020         |
| 4 | 10 tháng 9 năm 2019  | Sân vận động LFF, Vilnius, Litva               | Litva          | 5–1       | 5–1     | Vòng loại Euro 2020         |
| 5 | 5 tháng 6 năm 2022   | Sân vận động José Alvalade, Lisbon, Bồ Đào Nha | Thụy Sĩ        | 1–0       | 4–0     | UEFA Nations League 2022–23 |